# 天心区
天心区（てんしん-く）は中華人民共和国湖南省長沙市に位置する市轄区。

## 歴史
1934年（民国23年）、長沙市に4区が設置された際に第2区（城南区）となり4坊15保を管轄した。1938年（民国27年）の区制廃止に伴い区域は黄道鎮、礼賢鎮、天心鎮に分割された。同年11月に長沙市が廃止となり長沙県に移管され城南、城北の2鎮とされた。1944年（民国33年）、日本軍が長沙を占領すると城南鎮が設置された。1945年（民国34年）、日本の敗戦に伴い中華民国の施政権が回復すると城南区が再設置された。
中華人民共和国成立後も城南区の行政区画が沿襲され、1996年7月10日に天心区と改称された。

## 行政区画
下部に14街道を管轄する。
- 街道:坡子街街道、城南路街道、裕南街街道、金盆嶺街道、新開鋪街道、青園街道、桂花坪街道、赤嶺路街道、文源街道、先鋒街道、黒石鋪街道、大托鋪街道、暮雲街道、南托街道

## 交通

### 鉄道
- 長沙地下鉄1号線
  - 五一広場駅 - 黄興広場駅 - 南門口駅 - 侯家塘駅 - 南湖路駅 - 黄土嶺駅 - 涂家沖駅 - 鉄道学院駅 - 友誼路駅 - 省政府駅 - 桂花坪駅 - 大托駅 - 中信広場駅 - 尚双塘駅

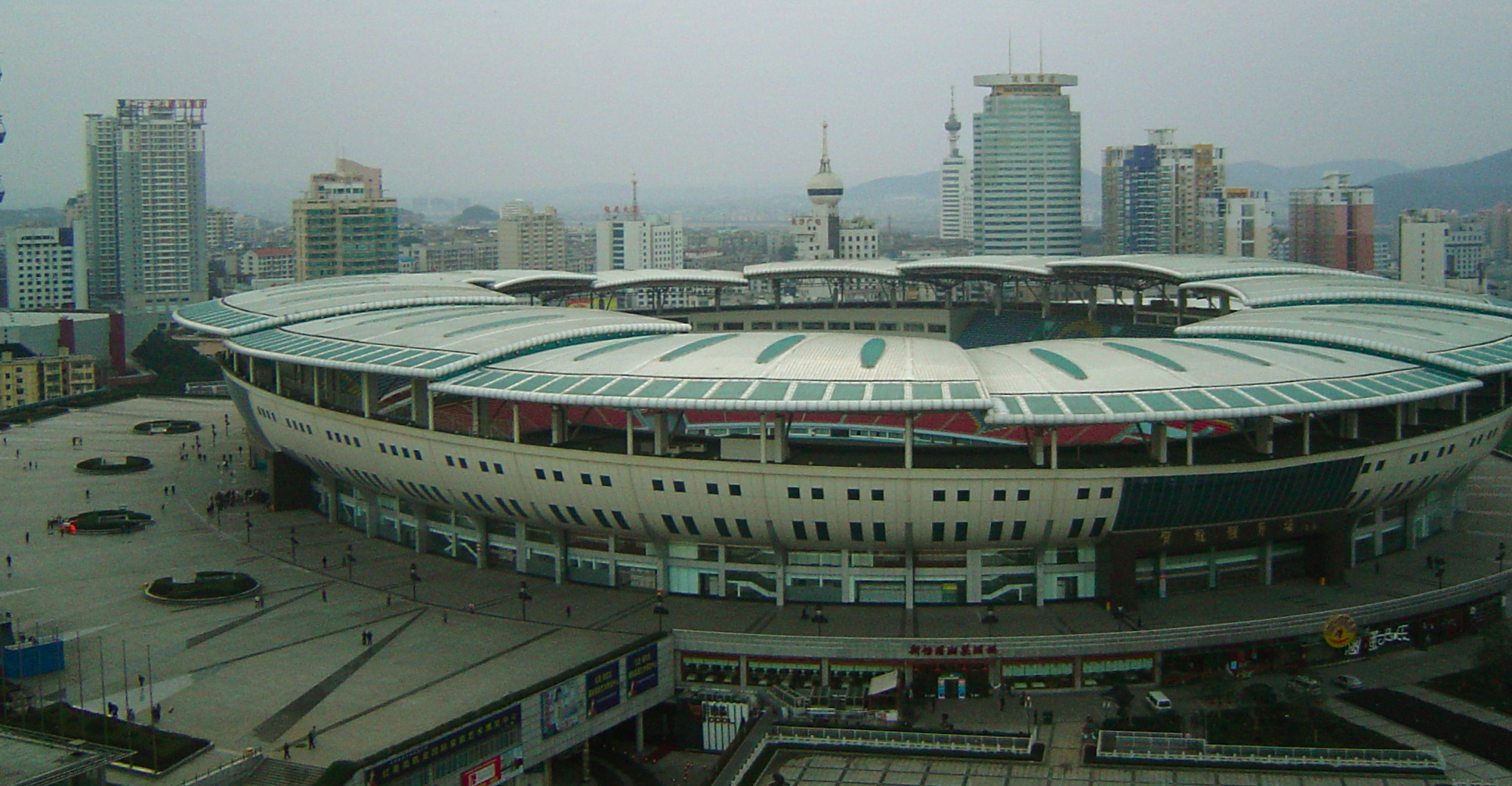
賀竜体育中心

- 長沙地下鉄2号線
  - 湘江中路駅 - 五一広場駅